# ブータン人民党
ブータン人民党は民主社会主義を掲げる政党である。現在はネパールで亡命し、活動している。 1990年6月2日に西ベンガルで結党された。

## 概要
ブータン人民党は、1990年9月と10月にブータン南部で大規模な抗議集会を開いた。当時のブータンは絶対君主制を採っていたため王政を否定することはタブーであり、当局により結党が禁止された。
2001年9月9日には、党の創設者で初代党首を務めたのR.K.ブダトキが、ネパール東部のジャパ地区にあるベルダンギ難民キャンプから10キロ弱離れたダマクで当局により暗殺された。
ブータンは2008年に民主化を果たしたが、同党は依然としてネパールに亡命し続けている。この2008年のブータンの民主化、つまり絶対王政から立憲君主制に平和裏に移行し議会の選挙などの諸民主主義的改革がなされたとき、来る選挙に向けて政党登録を試みた。しかしながらこの試みは、政党登録が2008年1月にブータン選挙管理委員会によって却下されたことで失敗に終わり、2008年3月にブータンで初めて行われた選挙にも参加できず、立憲君主制体制を擁護し、国体（立憲君主制体制）の変革を主張しない政党のみによって議席が争われた。

## 主張・目的
ブータン人民党は、 ブータンの君主制を否定する立場を取り、王政に否定的なブータン国民の支持を得ることを目的としている。  